# Coțușca
Coțușca is een Roemeense gemeente in het district Botoșani.
Coțușca telt 5127 inwoners.